# صلح توركو
صلح توركو أو معاهدة توركو (بالفنلندية Turun rauha ؛ بالسويدية Freden i Åbo)، معاهدة سلام وقعت بين الإمبراطورية الروسية والسويد بمدينة توركو في السابع من أغسطس سنة 1743 في أعقاب الحرب الروسية السويدية (1741-1743).
قبيل نهاية الحرب، كان الجيش الروسي قد احتل أغلب أراضي فنلندا، دافعاً المشير تروبتسكوي والمستشار ألكسي بستوجيف لطلب تطبيق «مبدأ الحدود الموروثة» القاضي الاحتفاظ بالحدود الموجودة على الأرض في هذه القضية. تطلع السياسيون الروس بالحصول على فنلندا إلى الانتقال الحدود السويدية شمالاً إلى حد كبير، وبالتالي التقليل من خطر وقوع هجوم سويدي على العاصمة الروسية سانت بطرسبورغ. أملا في الحصول على الاستقلال، قدمت الطبقات الفنلندية عرش بلادهم سريع الزوال لبيتر دوق هولشتاين غوتورب والوريث البارز لتولي العرش الروسي.
رأي آخر في البلاط الروسي، ويمثله الكونت لستوك الموالي للسويديين وأقارب بيتر الهولشتاينيين، اقترح إعادة فنلندا إلى السويد في مقابل انتخاب عمه أدولف فردريك هولشتاين غوتورب وريثاً لعرش السويد. دعمت الامبراطورة إليزابيث من روسيا الفصيل الأخير، وذلك جزئيا لتقديرها لذكرى شقيق أدولف فريدريك الذي كان سيتزوجها إلا أنه توفي قبل أشهر من حفل الزفاف (حزيران يونيو 1727).
بموجب المعاهدة تنازلت السويد لروسيا عن المناطق الواقعة شرق نهر كيمي مع قلعة أولافينلينا ومدينتي لابينرنتا وهامينا. أي أن الحدود السويدية انتقلت إلى الشمال وفقاً لرغبات فصيل بستوجيف. من ناحية أخرى، وافق السويديين على انتخاب أدولف فريدريك بوصفه ولياً للعهد. عرضت هذه الخطوة البلاد لخطر الحرب ضد الدنمارك، فأبحر أسطول البلطيق إلى ستوكهولم لحماية العاصمة السويدية في حالة الهجوم الدنماركي. أدمجت الأراضي في مقاطعة فيبوري.
بعد المعاهدة، سيطرت روسيا على الجزء الجنوبي من كاريليا. بيد أن اليزابيث ضمنت الدين والخصائص والقوانين والامتيازات لسكان الأقاليم المتنازل عنها. على سبيل المثال، كانت هذه الأراضي قد اعتمدت قبل بضع سنوات (إلى جانب بقية السويد) القانون العام لسنة 1734 في السويد.